# Преображенская церковь (Занарочь)
Спасо-Преображенская церковь — православный храм Молодечненской епархии Белорусской православной церкви в агрогородке Занарочь Мядельского района Минской области Беларусь.

## Униатская церковь
В 1690 году встречается первое упоминание в документах про Занарочскую униатскую церковь. Согласно «Подымных реестров Виленского воеводства за 1690 год», в Кобыльникском приходе имелось недвижимое имущество у отца Эмануэля Ломоновича, пресвитера церкви Занарочской и Узлянской. В то время сама деревня Занарочь разделалась на две деревни, расположенные по соседству: Близники и Занарочь.
Древнюю легенду про колокол, что находился в местной церкви в Близниках, в 1855 году записал путешественник Адам Киркор во время археологической поездки по Виленской губернии. По словам автора, в деревне Близники проживал старожил, которому было около 100 лет, однако при этом был в здравом уме и весьма подвижный. Старожил рассказал Адаму Киркору и Игнацы Ходзько народное предание, которое он слышал еще от своего деда. В давние времена в здешних околицах свирепствовала чума. Во всех окрестных деревнях жители вымерли. Остался только один Хилимон с молодой женой. Когда началась чума, он дал зарок, что купит колокол для местной церковки. Спасенный чудесным образом Хилимон, похоронил трупы в нескольких общих могилах в озере Нарочь и сверху насыпал курганы. Затем осел в деревне Близники и стал прародителем целого поколения: в деревне в 1855 году проживало 14 семей с фамилией Хилимона (Филимоновы). 
По свидетельству Адама Киркора, при небольшой церкви было два колокола: один большой с надписью 1775 года, второй небольшой без надписи. Старожил из Близников утверждал, что маленький колокол и был пожертвован легендарным Хилимоном. Легенда была отражена и в церковных книгах. В книге Федора Покровского "Археологическая карта Виленской губернии" в примечании указывается, что оба колокола находились на мядельской колокольне.

## Православная церковь

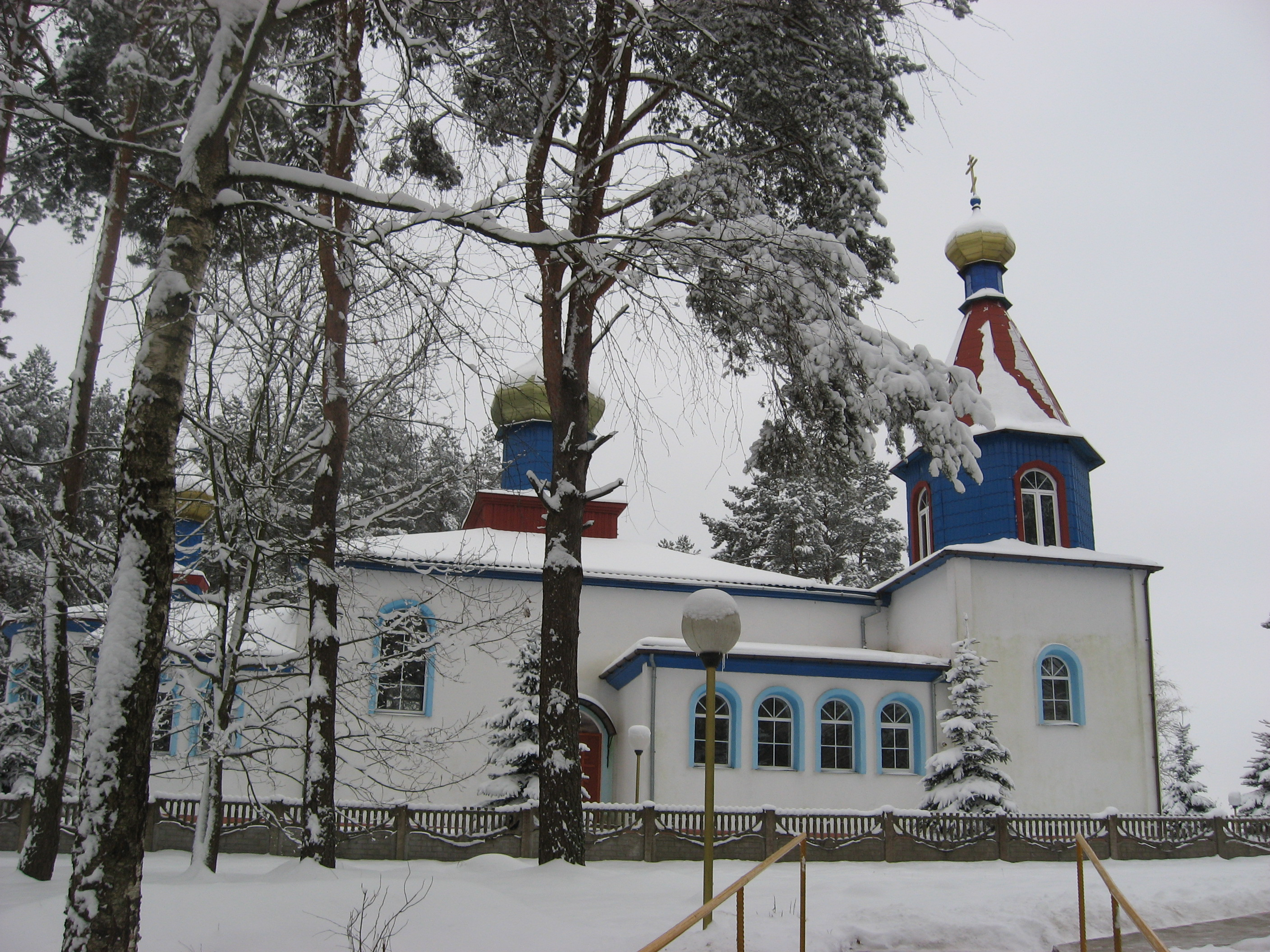
Свято-Преображенская церковь (Занарочь)

В 1839 году униаты были присоединены к православной церкви решением Полоцкого собора.
В 1863 г. в с. Занарочи в доме прихожан священник Иоанн Черникевич открыл приходское училище. Число учащихся — 11 мальчиков.
«Изъявление верноподданической благодарности и преданности» прихожан Занарочской церкви было напечатано в газете «Литовские епархиальные ведомости» от 15 сентября 1863 года по случаю отмены крепостного права: 
« Прихожане Занарочской церкви, после объявления им, в церкви 17 марта, Высочайшего указа о прекращении обязательств к помещикам с 1-го мая, положили этот день праздновать особенным образом. На кануне 1-го мая улицы и подворья в Занароче были выметены, а в избах окна, столы и прочая мебель вымыты, как перед светлым праздником Воскресения Христова. Утром 1-го мая все прихожане в праздничных нарядах явились на Литургию. По окончании оной отслужен благодарственный молебен Господу, оконченный крестным ходом вокруг церкви и провозглашением многолетия Государю Императору и всему Августейшему Дому. В тот же день всеми домохозяевами этой местности подписан всеподданейший адрес Государю Императору с выражением благодарности за дарованную свободу и изъявлением готовности жертвовать достоянием и жизнию для защиты отечества от врагов, ныне восставших. Это адрес вручен Уездному Начальнику для представления кому следует. Сверх того, крестьяне дали обет праздновать ежегодно, по своему выбору, или 14 апреля, или 11 мая, или 30 августа. Торжество это многознаменательно в том особом отношении, что в нем живейшее участие принимали и римские-католики, которые также стеклись сюда — в Православную церковь, различаясь верою, но совокупляясь в единстве чувств к Августейшему Благодетелю. Не считаем излишним также поместить здесь назидательное поучение, сказанное местным священником Черникевичем к ликующим богомольцам, после заамвонной молитвы…»
6 апреля 1865 г., согласно представлению Его Высокопреосвященства Митрополита Литовского Иосифа и удостоению от Святейшего Синода, Всемилостивейше был награжден скуфьей священник Занарочской церкви Виленской губернии Иоанн Черникевич.
В 1867 году было отказано в принятии на казенное содержание в Виленское училище сыну Занарочского дьячка Илариону Дерингу по силе резолюции: «Отцы должны воспитывать детей своих в низшем отделении училища на собственном содержании».
15 сентября 1868 года священник Иоанн Черникевич был перемещен к Ковальской церкви, Дисненского уезда.
«Литовские епархиальные ведомости» от 30 апреля 1869 года сообщают про причину перевода на новое место службы священника Иоанна Черникевича:
«К сему Главный Начальник Северо-Западного края присовокупляет просьбу, не признано ли будет возможным в виду столь частых случаев неподлежащего вмешательства священников в дела крестьянского самоуправления и возбуждения крестьян к подаче неправильных жалоб, сообщить всем Епархиальным Начальникам вверенного ему края о внушении священникам н евмешиваться в дела им неподведомственные. В справке же о священниках Литовской Епархии, на действия коих обращено внимание Епархиального Начальства, изъяснено: 1) священник Занарочской церкви, Свенцянского уезда, Виленской губернии, Иоанн Черникевич, в видах упрочения своего влияния на прихожан, старается уронить значение и влияние на крестьян Мирового Посредника и вселяет в них недоверие и неуважение к Мировым учреждениям. Покойный Высокопреосвященный Митрополит Иосиф в виду фактов, удостоверенных письменными документами, о действиях священника Черникевича нашел необходимым устранить его от места священника Занарочской церкви, и предложил (15 сентября 1868 года) консистории переместить его немедленно на священническое место при Ковальской церкви, Дисненского уезда».
2 марта 1869 г. был рукоположен в священники Занарочской церкви Свенцянского уезда воспитанник Вологодской семинарии Александр Кокорин.
30 ноября 1869 г. священник Александр Кокорин был утвержден в качестве духовного депутата Свенцянского благочиния.
23 июня 1870 г. резолюциею Его Высокопреосвященства священник Занарочской церкви Александр Кокорин перемещен к Евьейской церкви Трокского уезда.
Резолюциею Его Высокопреосвященства Архиепископом Макарием от 17 июля 1870 г. за № 826 предоставлено священническое место в с. Занарочь Свенцянского уезда воспитаннику Литовской семинарии Николаю Белавенцеву. 26 сентября 1870 г. епископом Ковенским Иосифом определен во священники к Занарочской церкви.
15 сентября 1870 г. при Занарочской церкви было открыто попечительство, утвержденное Литовскою духовною консисторией.
Согласно ходатайству г. Попечителя Виленского учебного округа, было объявлено архипастырское благословение Его Высокопреосвященства от 7 ноября 1870 г. за № 1310 за усердное исполнение обязанностей по народному образованию законоучителю Занарочского народного училища Свенцянского уезда священнику Александру Кокорину, который в то время уже был священником Евьевского прихода Трокского уезда.
«Литовские епархиальные ведомости» за 13 января 1874 года сообщают о пожертвованиях на Занарочскую церковь:
«Пожертвования на церкви. В Занарочскую ц., Свенцянского благочиния, поступило собранных при усердии местного священника Белавенцева, разновременно от прихожан деньгами 535 руб., на каковыя деньги починена крайне во всем нуждавшаяся Занарочская церковь, а именно: отштукатурены стены самой церкви снаружи, а колокольня снаружи и внутри, — и все это обелено. Исправлена и покрашена гонтовая крыша, над алтарем положен пол, в окнах колокольни сделаны железные решетки и жестяные желоба для ската воды».
12 февраля 1875 г. по резолюции Его Высокопреосвященства за № 118, священник Занарочской церкви Николай Белавенцев был перемещен к Старо-Мядельской церкви.
По 1-е марта 1875 г. священник Николай Белавенцев состоял законоучителем Занарочского народного училища.
18 апреля 1875 г. вакантное священническое место при Занарочской церкви было предоставлено Флору Григоровичу, окончившему курс наук в Литовской духовной семинарии.
В 1876 г. Преображенская церковь в с. Занарочь насчитывала 1 настоятеля и 1 псаломщика. Приход охватывал следующие населенные пункты: с.с. Занарочь, Близники, Колодино, Стажовцы, Мокрица, Железники, Черемшица, Судоровичи, Прошки, Боровы, Балаши, Наносы и Степеневы.
25 августа 1878 года вакантное место настоятеля Занарочской церкви предоставлено учителю Ракишского приходского училища Петру Орлову.
17 сентября 1878 г. в Занарочской церкви Свенцянского благочиния чмслилось 2461 душ обоего пола.
«Литовские епархиальные ведомости» за 21 июня 1881 года сообщают о пожертвованиях прихожан на Занарочскую церковь:«Пожертвования. Прихожанами Занарочской церкви пожертвованы: икона свят. Николая в 38 р., подсвечник к ней в 25 р., две металические свечи в 8 р., 10 аршин парчи в 5 р. 40 к. и завеса к царским вратам в 6 р. 95 к., а всего на 83 р. 35 к.»
Новая каменная церковь была построена в 1885 году в д. Близники (в 1960 году деревня Близники слилась с д. Занарочь). Церковь была кирпичной и находилась на месте, где сейчас кладбище в а.г..Занарочь.

В 1893 Извеков Н. в книге «Статистическое описание православных приходов Литовской епархии» описывает православный приход в Занарочи следующим образом:
«Занарочский. — Церковь утварью достаточна. Земли 78 дес., из коих усадебной 3 дес., пахатной 23 д., сенокосной 16 дес., неудобной 35 д. Псаломщик получает дополнительного жалованья 23 р. 52 к. С 1870 г. причт сей церкви наделен озером Нарочью, которое, вследствие большого числа лиц, имеющих право на оное, не приносит никакого дохода. Причтовые помещения имеются, но у священника ветхие. Дворов 351. Прихожан муж. пола 1409 и женского 1463».
18 февраля 1896 г. был награжден набедренником священник Занарочской церкви Иоанн Кадлубовский.
Председателем в испытательной комиссии на льготном экзамене учеников Кобыльникского и Занарочского народного училищ от 29 апреля 1896 г., что проходил в м. Кобыльники Свенцянского уезда, был назначен священник Засвирской церкви Николай Кустов.
Журнальным постановлением школьной комиссии Литовского Епархиального Училищного Совета от 23-го июля 1897 года, утвержденным Его Высокопреосвященством, Высокопреосвященнейшим Иеронимом, Архиепископом Литовским и Виленским 25-го июля за № 2509, учительницы Нарочской школы Елена Окулич и Занарочской Елизавета Филиппович — взаимно перемещены.
25 мая 1900 г. был утвержден в должности церковного старосты крестьянин д. Близники — Никита Викентьев Хильман (на 8-е трехлетие).
28 ноября 1900 г. журнальным постановлением № 2013 Литовского Епархиального Училищного Совета, утвержденным Его Преосвященством Ювеналием, Архиепископом Литовским и Виленским, священник Русскосельской церкви Евгений Филиппович согласно прошению уволен от должности наблюдателя церковных школ Свенцянского уезда и на сию должность назначен священник Занарочской церкви Димитрий Маркевич.
12 января 1902 г. священник Занарочской церкви Свенцянского уезда Димитрий Маркевич был перемещен, согласно прошению, к Глубокской церкви Дисненского уезда.
21 января 1902 года вакантное священническое место в с. Занарочи Свенцянского уезда было предоставлено состоявшему на вакансии псаломщика Олькеникской церкви Трокского уезда диакону Николаю Пенькевичу. 2 февраля диакон Николай Пенькевич был рукоположен в священники Занарочской церкви.
27 мая 1902 года был удостоен похвальным листом староста Занарочской церкви, крестьянин Никита Викентьев Хильман, за почти 30-летнюю беспорочную и полезную для церкви службу.
13 сентября 1902 г. — «Государь Император, по всеподданейшему докладу Синодального Обер-Прокурора, согласно определению Святейшего Синода, Высочайше соизволил, 13-го текущаго сентября, на награждение, за 50-летнюю службу, золотою медалью, с надписью „за усердие“, для ношения на шее, на Анненской ленте псаломщика Занарочской церкви Свенцянского уезда, Виленской губернии, Ивана Деринга».
В 1905 году учителю Занарочского народного училища С. Кривенькому в поощрение трудов по устройству при училище сада, питомника и огорода распоряжением окружного начальства было выделено 12 р., на покупку садовых инструментов — также 12 р.
В 1907 году настоятелем Занарочской церкви был Антоний Латышенков.

## Первая мировая война
В сентябре 1915 года, во время Свенцянского прорыва в годы Первой мировой войны, Занарочь захватила немецкая кавалерия. Впоследствии здесь проходила линия фронта. Церковь подверглась артиллерийским обстрелам, была повреждена. В марте 1916 года во время Нарочской наступательной операции была полностью разрушена и впоследствии разобрана на кирпичи. А деревни Близники и Занарочь были сожжены в ходе боев. 4 фотографии церкви на разных стадиях разрушения помещены в книге Богданова В. А. «Битва у Нарочи, 1916». Как пишет Владимир Богданов: 
«Осенью 1915 года деревни Близники и Занарочь, расположенные у берега Нарочи почти вплотную, оказались по разные стороны германо-российского фронта. Церковь у кладбища в Близниках находилась практически на передовой. Для немцев крепкое каменное здание стало оборонительным и наблюдательным пунктом, для российской артиллерии — мишенью и ориентиром. В марте 1916 года в ходе артиллерийских обстрелов церковь была окончательно превращена в руины. После войны остатки каменных стен храма разобрали до фундаментов». 
В настоящее время сохранились лишь по периметру остатки каменной ограды церкви. Внутри ограды — гражданские захоронения. Больше ничего в наземной части от церкви не сохранилось.
К Свято-Преображенскому приходу принадлежали все окрестные деревни — Близники, Занарочь, Черемшицы, Колодино, Стаховцы, Мокрица, Железники, Сидоровичи, Проньки, Боровые ,Наносы, Балаши и близлежащие хутора.

## Во времена II Речи Посполитой
Во времена Польши прихожане построили в д. Близники дом для церкви «под липами» — справа от современного магазина «Копторга» и школьной столовой. Возвели стены, крышу, но не достроили. Не было икон, там не молились. Потом этот дом продали, его разобрали и перевезли. А на вырученные деньги от продажи и на пожертвования прихожан начали строительство нового, но уже деревянного храма, на его первоначальном месте (в д. Близники, возле кладбища).
Рассказывали местные старожилы, что в 1923 году был убит здесь батюшка местный . «Постучали в окно и — убили тутэйшие, москали».
С 1926 по 1930 год возводили новую деревянную церковь 7-купольную (иные говорят, что 5-купольную), «на трое дверей», с колокольней (было два колокола). Сверху были «хоры» — для певчих. В этой церкви служил иерей Билев Анатолий Аристархович. Дом его находился напротив слева, где сейчас находится двухквартирный дом для медработников Занарочской амбулатории (на месте снесенного старого деревянного здания Занарочской амбулатории и больницы). Батюшка имел лошадь, хозяйство (гусей и др).
Воскресные службы проводились с 10 до 14 часов, с перерывом в 1 час. Призывал на службу звон колоколов. Очень много людей («потоком») шло в церковь из ближних и дальних деревень. В перерыв собирались для отдыха в домах жителей Близников и Занарочи. По два дня в неделю в каждой из окрестных школ (в Занарочи, в Стаховцах, в Черемшицах) он вел Закон Божий. Его бывшая ученица, жительница д. Черемшицы Каврус Зинаида, 1930 года рождения, вспоминает: по четвергам в телеге на лошади приезжал батюшка в Черемшицы в школу (на месте нынешнего закрытого сельского клуба) и вел Закон Божий. Девочки были старательные, учили молитвы. И он, за отличные знания, дарил иноки. А мальчики часто не выучивали молитвы, и он дарил им розгу.
В Национальном историческом архиве Беларуси хранятся метрические книги о рождении, браке, смерти Занарочской церкви за 1922—1938 гг. 

## Вторая мировая война
В 1940 году иерей Анатолий Билев вместе с двумя учителями Занарочской школы был незаслуженно репрессирован и посажен в тюрьму в Вилейке, а затем сослан на каторгу, куда он и не доехал, так как погиб в дороге. Место его захоронения не известно. О преждевременной смерти батюшки рассказал впоследствии один из репрессированных вместе с ним учителей, поляк по национальности, который сбежал с каторги и уехал жить в Англию : «Ксенз змарл у дрозе» («Батюшка умер в дороге»). На кладбище в Занарочи (в бывшей церковной ограде, с левой стороны) находится могила отца Анатолия Билева — протоиерея Аристарха Билева, который умер в 1940 году, в год ареста сына. На надгробной бетонной плите надпись: «Братья мои возлюбленные, помяните меня, егда (когда) будете пети (петь) о Господе». И спустя десятки лет добрая память о батюшке Анатолии Билеве сохранилась в сердцах тех, кто знал его. И чтобы память о нем не исчезла впоследствии, надо рядом с могилой отца поставить крест с табличкой с именем и датой смерти иерея Анатолия Билева.
Дело о. Анатолия продолжил иерей Федор Макар.
В 1943 году, в сентябре печальная история храма повторяется : немецко-фашистские захватчики вместе с деревнями Близники и Занарочь сожгли и закрытую на замок Свято-Преображенскую церковь, — забросали гранатами.

## Советский период
В 1948 году с каждого дома собрали по 10 фунтов жита и купили дом, что приспособили под церковь. Деревянная, снаружи была обложена белым кирпичом. Известны имена священников, что служили в те времена: иереи Илья Карелов, Николай Дубяго, Павел Желабкович.
В 1962 году церковь закрыли. Сначала в этом здании разместили Сельсовет и почту, с 1972 г. — библиотеку.

## Возрождение
В 1993 году митрополит Минский и Слуцкий Филарет, Патриарший Экзарх всея Беларуси, освятил место и заложил первый камень нового здания Свято-Преображенского храма — на взгорье в лесном массиве напротив а.г. Занарочь, у автотрассы Брусы — Нарочь.
В 1994 году верующим вернули старое здание церкви. Это здание снесено около 2008 года. Находилось напротив кладбища, возле нынешнего правления колхоза — Занарочского СПК.).
Большую помощь в возрождении храма оказали староста Усович А. М., казначей Хильман Л. А., кассир Слабковская В. А., руководитель хора Пузырская М. А. Неоценимую помощь храму оказывал бывший военный инженер Дмитрий Сергеевич Богуцкий (умер 16.02.2010 г.). Многое в храме он сделал своими руками — стойки -аналои, свечной ящик, комод, подставки для тетрадей в хоре, этажерки, полки, стенд для объявлений в притворе. Лобзиком вырезал из фанеры надписи «Христос воскресе» и «Рождество Христово», украсил их разноцветными лампочками. В подсвечниках сделал стальные насадки для свечей. В церковной ограде сварил металлические ворота. Он сварил также охранный металлический крест при въезде в Занарочь. Дмитрий Сергеевич Богуцкий внес большой вклад в строительство, ремонт и газификацию Свято-Преображенской церкви в д. Занарочь. Он был одним из столпов Церкви, был правой рукой батюшки по хозяйственной части. Грамотный, интеллигентный, искренне верующий.
19 августа 2000 года было проведено торжественное освящение и открытие храма. С 1994 года служит в храме иерей Мицько Анатолий Иванович. Большую финансовую помощь в строительстве нового здания храма оказала немецкая благотворительная организация «Дома вместо Чернобыля». Руководил строительством бывший председатель колхоза «Путь к коммунизму» Стома Антон Алексеевич. Несколько лет назад здание церкви газифицировано. Старанием батюшки и прихожан здание храма и прилегающая территория благоустроены.